# UNOSOM I

Baretka medalu ONZ za misję UNOSOM.

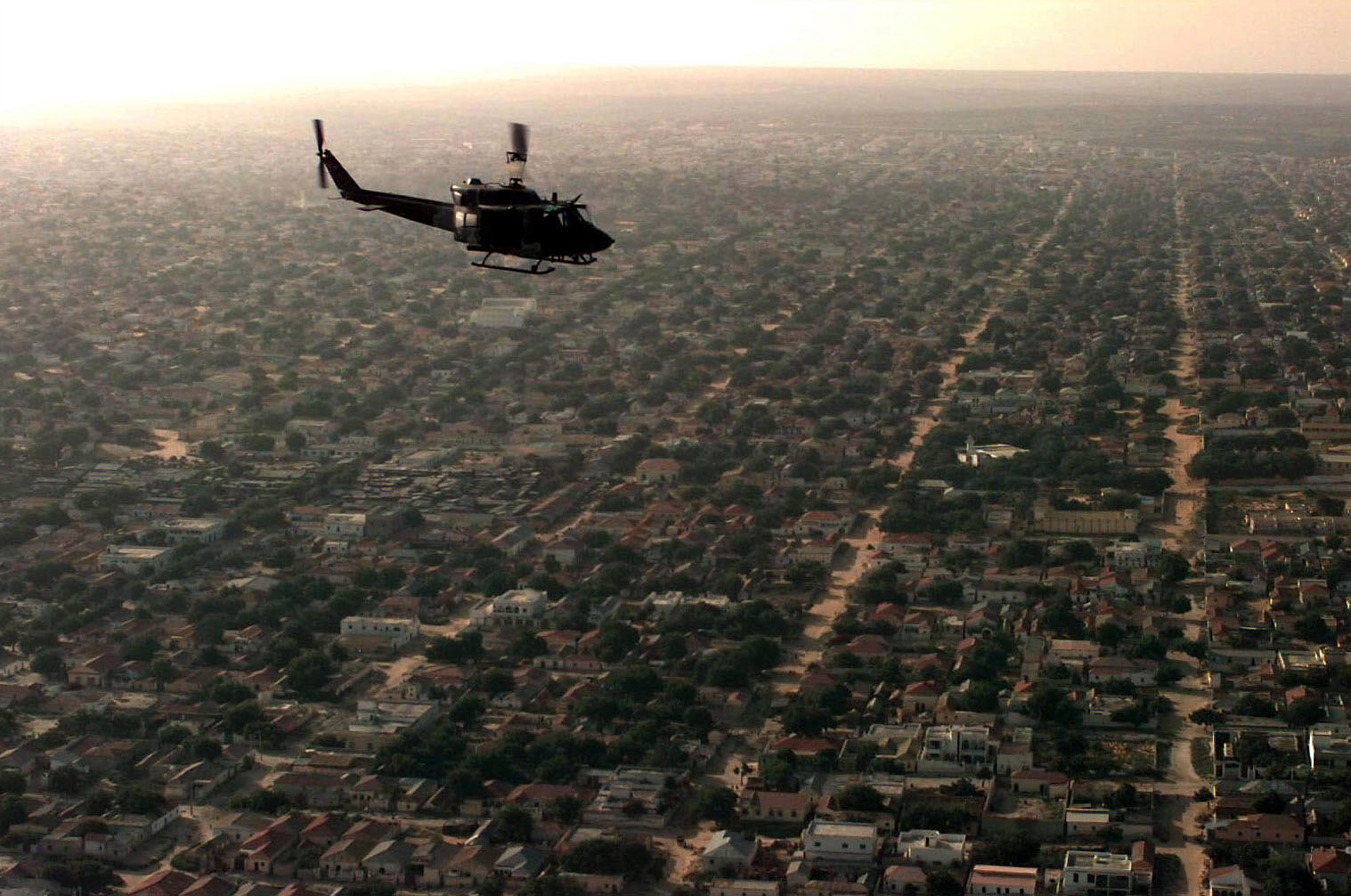
Śmigłowiec Bell 212 nad Mogadiszu podczas lotu patrolowego w trakcie operacji „Przywrócić Nadzieję”

UNOSOM I (United Nations Operation in Somalia I) – misja pokojowa ONZ – misja tzw. „czynienia pokoju” (peacemaking). UNOSOM I został powołany na podstawie rezolucji S/RES/751 w dniu 24 kwietnia 1992 przez Radę Bezpieczeństwa ONZ.

## Przyczyny
Bezpośrednią przyczyną rozpoczęcia operacji był wybuch wojny domowej w Somalii, od listopada 1990 roku. 18 listopada 1991 władzę w kraju przejął Mohamed Farrah Aidid. Skutkiem walk był wybuch klęski głodu, potęgowanej przez niemożliwość udzielenia pomocy przez Czerwony Krzyż. 18 marca 1992 Rada Bezpieczeństwa ONZ podjęła decyzję o wysłaniu misji obserwacyjnej do Somali, złożonej z 200 obserwatorów. Wraz z misją pojawiła się pomoc z ramienia Międzynarodowego Czerwonego Krzyża i Organizacji Jedności Afrykańskiej. Pomimo wynegocjowanego zawieszenia broni (30 maja 1992), pomoc humanitarna była w większości przejmowana przez somalijskie gangi.

## Operacja Przywrócić Nadzieję
Z końcem listopada 1992 Boutros Boutros-Ghali zaproponował rozwiązanie patowej sytuacji przez wysłanie do Somali sił pokojowych pod przywództwem USA.
9 grudnia 1992 roku rozpoczęła się w Somalii operacja Przywrócić Nadzieję. W stolicy kraju Mogadiszu wylądowało 38 tys. żołnierzy. Po kilku dniach od rozpoczęcia operacji udało się zaprowadzić porządek na ulicach Mogadiszu. Kłopotliwa pozostawała sytuacja na prowincji, gdzie nadal nie docierała pomoc humanitarna. Kolejna faza operacji miała na celu przywrócenie sprawnego funkcjonowania państwa somalijskiego. Dzięki temu możliwe było utworzenie rządu tymczasowego. Umożliwiło to wycofanie większości jednostek amerykańskich i zastąpienie ich jednostkami międzynarodowymi UNOSOM.

## UNOSOM I
Misja ta trwała od kwietnia 1992 do marca 1993. Jednostki ONZ uczestniczące w tej operacji liczyły 893 żołnierzy i 54 obserwatorów wojskowych. Obecności jednostek pokojowych sprzeciwiał się generał Aidid. Dyplomatom ONZ udało się jednak doprowadzić do podpisania zawieszenia broni pomiędzy stronami konfliktu, w dniu 26 marca po negocjacjach w Addis Abebie. Wraz z wygaśnięciem mandatu, misja została zastąpiona przez misję UNOSOM II. W toku operacji śmierć poniosło 6 żołnierzy.

## Kraje uczestniczące w misji UNOSOM
Australia, Austria, Bangladesz, Belgia, Czechosłowacja, Egipt, Fidżi, Finlandia, Indonezja, Jordania, Kanada, Maroko, Nowa Zelandia, Norwegia, Pakistan, Zimbabwe